# Rögöl (Hjorteds socken, Småland, 638362-152905)
Rögöl är en sjö i Västerviks kommun i Småland och ingår i Marströmmens huvudavrinningsområde.